# Фринолли, Роберто
Роберто Фринолли (итал. Roberto Frinolli; род. 13 ноября 1940, Рим) — итальянский легкоатлет, специалист по барьерному бегу. Выступал за сборную Италии по лёгкой атлетике в 1961—1972 годах, чемпион Европы, чемпион Средиземноморских игр, трёхкратный чемпион Универсиад, многократный победитель и призёр первенств национального значения, участник трёх летних Олимпийских игр. Тренер по лёгкой атлетике.

## Биография
Роберто Фринолли родился 13 ноября 1940 года в Риме.
Начал заниматься лёгкой атлетикой ещё во время учёбы в школе, первое время пробовал себя в кроссе и других беговых дисциплинах, в конечном счёте выбрал бег на 400 метров с барьерами. В 1961 году впервые вошёл в состав итальянской национальной сборной и затем в течение целого десятилетия являлся лучшим спортсменом страны в своей дисциплине.
В 1963 году впервые одержал победу на чемпионате Италии. Будучи студентом, представлял Италию на Универсиаде в Порту-Алегри, где завоевал золото в барьерном беге на 400 метров и в эстафете 4 × 400 метров. Также в этом сезоне выиграл барьерный бег на домашних Средиземноморских играх в Неаполе.
В 1964 году защитил звание чемпиона Италии в беге на 400 метров с барьерами. Благодаря череде удачных выступлений удостоился права защищать честь страны на летних Олимпийских играх в Токио — в эстафете 4 × 400 метров не смог преодолеть предварительный квалификационный этап, тогда как в барьерном беге в финале финишировал шестым.
В 1965 году вновь выиграл чемпионат Италии, выступил на Универсиаде в Будапеште, где получил золото в беге на 400 метров с барьерами и бронзу в эстафете 4 × 400 метров.
В 1966 году в четвёртый раз подряд стал чемпионом Италии в 400-метровом барьерном беге. В той же дисциплине превзошёл всех соперников на чемпионате Европы в Будапеште, в то время как в эстафете занял шестое место.
В 1967 году бежал эстафету 4 × 300 метров на Европейских легкоатлетических играх в Праге, отметился выступлением на Средиземноморских играх в Тунисе.
В 1968 году в пятый раз победил на чемпионате Италии в беге на 400 метров с барьерами. На Олимпийских играх в Мехико в полуфинале установил национальный рекорд 49,14, но затем в решающем забеге пришёл к финишу последним.
Был лучшим на чемпионате Италии 1969 года, став таким образом шестикратным чемпионом страны в барьерном беге на 400 метров.
В 1972 году стартовал на Олимпийских играх в Мюнхене, на сей раз остановился на стадии четвертьфиналов.
Впоследствии работал тренером по физической подготовке в сборной Италии по бейсболу, в 2001—2004 годах занимал должность технического директора в сборной Италии по лёгкой атлетике, являлся личным тренером титулованного барьериста Фабрицио Мори, который спустя 23 года побил его национальный рекорд.
Был женат на известной итальянской пловчихе Даниэле Бенек, их сын Джорджо Фринолли пошёл по стопам отца и тоже добился успеха в беге с барьерами, другой сын Бруно успешно выступал в прыжках в длину.